# Martin-Luther-Kirche (Bad Schlema)
Die Martin-Luther-Kirche im Bad Schlemaer Ortsteil Niederschlema ist eine evangelisch-lutherische Kirche aus dem Ende 19. Jahrhunderts und steht unter Denkmalschutz. Sie gehört seit 2006 zusammen mit der Auferstehungskirche in Oberschlema und der Kirche Wildbach zur Evangelisch-Lutherischen Kirchgemeinde Bad Schlema-Wildbach.

## Lage und Namensgebung
Das Sakralgebäude trägt die offizielle Adresse Schulberg 9 und bildet zusammen mit dem im Jahr 1915 fertiggestellten Pfarrhaus nordwestlich davon ein Bauensemble. Die Kirche ist nicht geostet. Die angegebene Länge des Kirchenschiffes gilt ohne die Apsis.
Bis 1953 hieß das Gotteshaus einfach evangelische Kirche Niederschlema, erst im Jahr 1954 erhielt es den Namen Martin-Luther-Kirche zu Ehren des Reformators Martin Luther.

## Geschichte

### Anstelle einer kleinen Kapelle entsteht Ende des 19. Jahrhunderts ein Gotteshaus
Eine geistliche Betreuung durch einen Priester und die Schaffung eines Gottesdienstraums war für die Menschen des Hohen Mittelalters ein Bedürfnis wie Essen, Trinken und Schlafen. Deshalb gehen die Ortschronisten davon aus, dass in den ersten Jahrhunderten der Ortsgeschichte kleine hölzerne Kapellen in beiden Orten, Ober- und Niederschlema, gestanden haben. Das Kirchlein in Niederschlema stand auf dem kleinen Felsplateau oberhalb des Hammerwegs in Richtung (heutigem) Casino und wurde zusammen mit der Kirche in Oberschlema von Klösterlein Zelle betreut.
Die bestehende Parochie löste sich infolge der Reformation 1527/1528 auf, die Kirche in Oberschlema wurde nun zur evangelischen Mutterkirche von Klösterlein. Zelle und Niederschlema waren damit nur noch Filialen. Was in der Folgezeit mit der Kapelle in Niederschlema geschah, ist nicht dokumentiert. Die evangelischen Christen nutzten die Kirche in Oberschlema oder die Kirche in Wildbach und ab 1899 den eigenen Kirchenneubau. Dieser entstand nach Entwurf des Dresdner Architekten August Hugo Grothe und wurde durch den Schneeberger Baumeister Otto Görling ausgeführt, der auch für den Bau des Keilbergturms und anderer Bauwerke verantwortlich war.
Die beiden evangelischen Kirchgemeinden aus Schlema bildeten bis in das 20. Jahrhundert ein Kirchspiel mit dem Klösterlein Zelle (später nach Aue eingemeindet).

### Sanierungen und Renovierungen
Die Kirche wurde nach der Wende im Jahr 1999 anlässlich des 100-jährigen Kirchenjubiläums zunächst im Inneren neu ausgemalt, der Kirchturm mit neuen Schieferplatten gedeckt und die Fassade repariert. In den Jahren 2014/2015 folgten weitere Renovierungsarbeiten im Kircheninneren, der Fußboden wurde auf erneuertem Grund mit jugendstilartigen Fliesen neu hergerichtet und Hausschwamm im Dachgebälk beseitigt. Das Kirchendach wurde in Form einer Spitzwinkel-Schablonendeckung mit neuen Schieferplatten versehen. Hinzu kamen Teil-Erneuerungen der Elektroanlage. Die Kosten für die Arbeiten betrugen rund 450.000 Euro, die aus dem Aufbauprojekt Ost, Kirchen- und staatlichen Fördertöpfen sowie Privatspenden stammten.
Zur Erhaltung der Einzelkulturdenkmale stellt das Land Sachsen aus dem Landesdenkmalpflegeprogramm jährlich nach Bedarf größere Beträge bereit. So wurde im Jahr 2017 eine Summe von rund 5.300 Euro zur „Konservierung und Restaurierung der Stuckreliefs an der Außenfassade“ ausgezahlt.

## Architektur

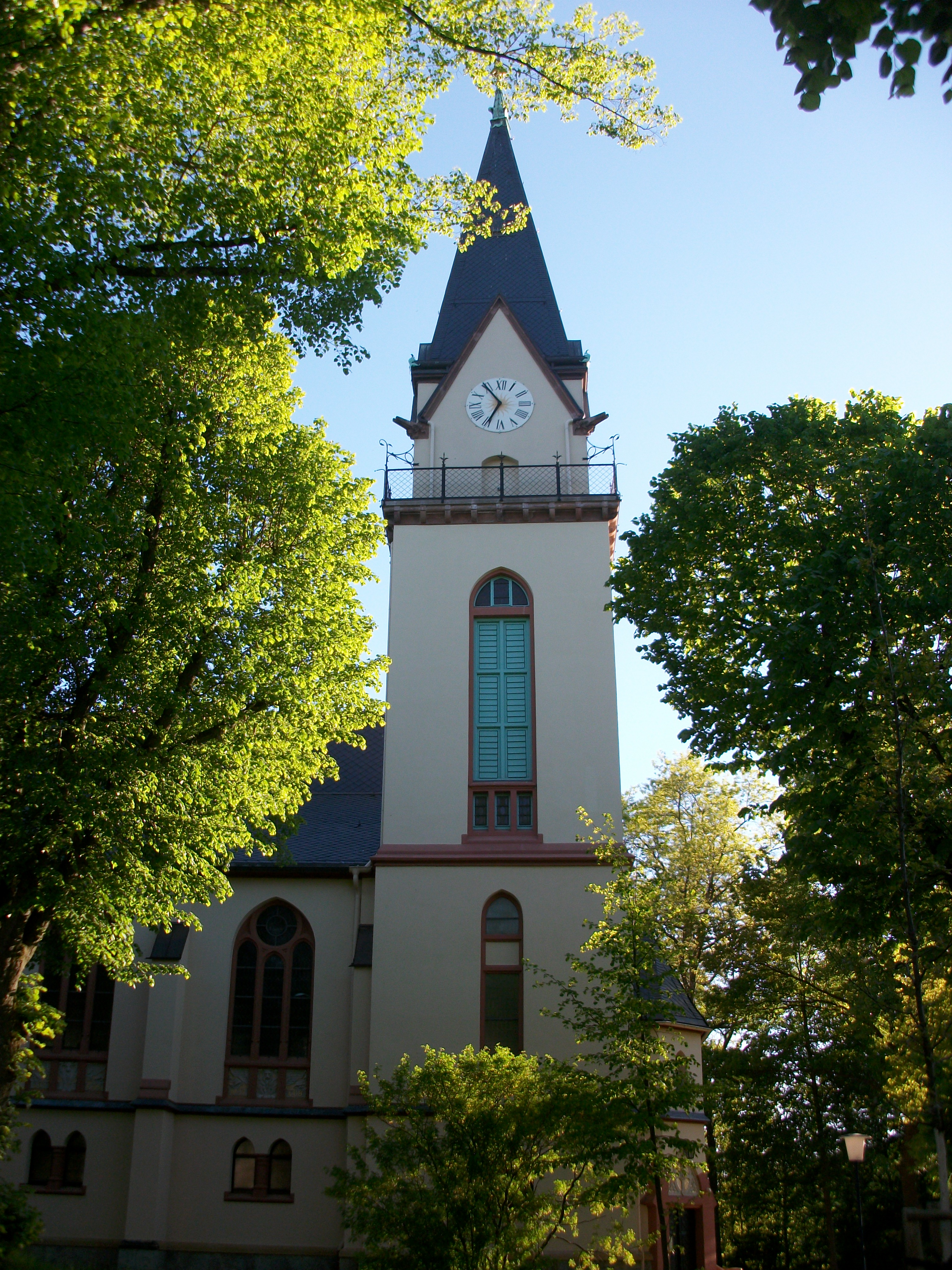
Turm

### Außen
Kirchenschiff
Das Gotteshaus gehört zu den neugotischen Kirchengebäuden mit anklingenden Jugendstilelementen in der Ausmalung und Elementen des Heimatstils. Es ist außen verputzt und beigefarben angestrichen. Alle Gebäudekanten, Fenster- und Türeinfassungen sowie Treppen sind in rotem Kunstsandstein abgesetzt. Der Turm ist an das Kirchenschiff angebaut und steht auf dessen Nordostseite. Das Kirchenschiff wird von einem steilen mehrfach gegliederten Dach geschützt und trägt einen kleinen Dachreiter. Einfache Stützpfeiler, die außen rund um das Bauwerk in gleichmäßigen Abständen aufgemauert sind, fangen die Wände ab. Ihre Gestaltung ist zur Querteilung des Kirchenbaus betont worden: Es sind deutlich drei Etagen erkennbar. Unterhalb der großen Kirchenfenster sind im Maßwerk Reliefs eingearbeitet, die die vier Evangelisten und weitere Jugendstilsymbole enthalten.

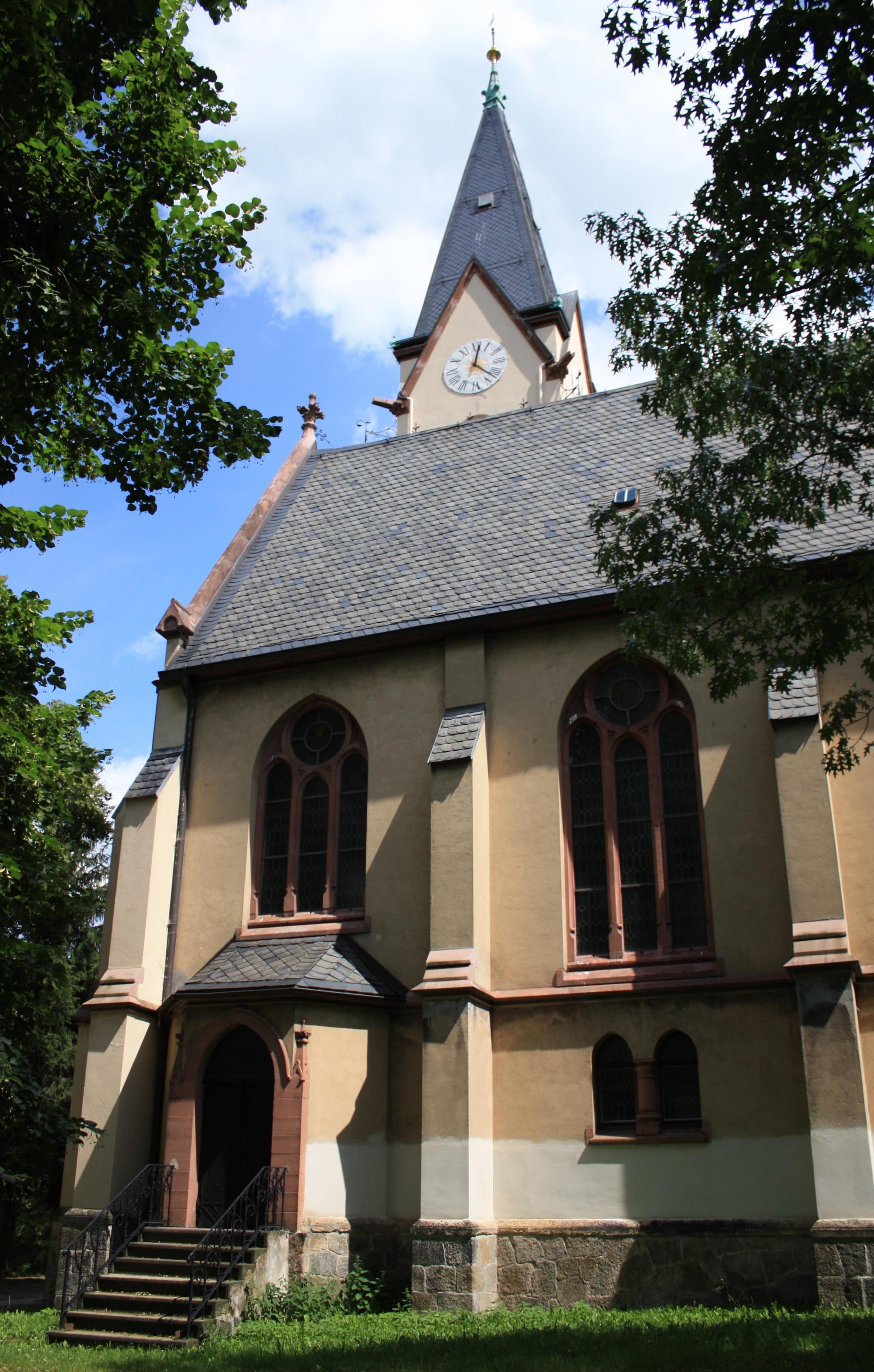
Eingang auf der Südseite

Das Hauptportal befindet sich im südöstlichen Giebel neben der Apsis und kann nur über eine Treppe mit neun Stufen erreicht werden. Im Tympanon ist das Lamm Gottes in Sandstein gearbeitet. Über dem Portal ist ein Wimperg eingebaut, der auf zwei Paaren symbolischer Säulen ruht. Daneben schließt sich der Treppenturm zur Empore an, der über einen eigenen Zugang verfügt. Der auf der Nordostseite ausgeführte zweite Eingang in das Kirchenschiff ist weniger geschmückt, dafür besitzt er anstelle des steinernen Handlaufs ein Metallgeländer, im Tympanon fand die Lutherrose ihren Platz. Beide Zugänge sind wegen der Treppen nicht barrierefrei.
Kirchturm
Der Kirchturm mit einem quadratischen Grundriss (Seitenlänge von rund 5,50 Metern) trägt einen viereckigen Spitzhelm, auf dessen Spitze ein schlankes metallenes Kreuz auf einem Turmknopf postiert ist. Am Schaft des Kreuzes ist ein Wetterzeiger befestigt, an dem auf leichten Metallplatten die Inschrift „Ad 1899“ zu sehen ist. Von den vier Seiten des Turms ziehen sich Ziergiebel über den Helmrand. In den Giebelspitzen sind die Zifferblätter einer Turmuhr eingearbeitet.
In Höhe der Traufe des Kirchenschiffs trägt der Turm eine Quermarkierung, darüber befindet sich ein langes hohes Fenster mit der Glockenstube dahinter. Darüber, in etwa fünfzehn Meter Höhe, zieht sich um den Turm eine offene Aussichtsplattform herum.
Alle Bauteile des Kirchenensembles sind mit Schieferplatten gedeckt.

### Innen
Der Kirchensaal ist mit zahlreichen Ornamenten ausgemalt. Eine mit Ranken, Weinlaub und Spruchbändern in Form von Arkaden gestaltete hölzerne Balustrade begrenzt die Empore, die aus zwei Teilen besteht; die Westempore trägt die Orgel und wird mit zwei kräftigen steinernen Säulen gestützt. Der Emporenteil an der Nordseite des Kirchenraums ruht auf runden Steinpfeilern, die sich dann als leichte verzierte Holzstützen zur Decke fortsetzen.
Alle Ausmalungen stammen vom Dresdner Dekorationsmaler August Mebert.

Am Triumphbogen, der mit aquarellartigen schwachen bräunlichen Ornamenten flächig versehen ist, steht, dem Saal zugewandt, in dunkelbrauner Schrift: „Ehre sei Gott in der Höhe“.

### Ausstattung
Fast die gesamte Ausstattung aus der Bauzeit ist erhalten und bildet einen wesentlichen Faktor des Denkmalwerts. Dazu gehören unter anderem:
- der Hochaltar, dessen Bild Paul Poetzsch aus Dresden entworfen und ausgeführt hat und
- das Taufbecken aus rotem Kunstsandstein auf vier Füßen.[4]
- Die fünfeckige Apsis ist gegenüber dem Kirchenraum um drei Treppenstufen erhöht. In der Mitte der Apsis ist ein Rundfenster mit der Darstellung von Jesus, dem Erlöser, eingearbeitet, rechts und links davon gibt es je zwei hohe, schmale, mit Bleiglas gefasste Farbfenster, die den guten Hirten und die Thematik Jesus klopft an darstellen. Zwischen den Fenstern streben an der Wand bis zur Mitte der Decke florale Darstellungen aufwärts, die zelt- oder baumartig gestaltet sind. Auf der rechten Seite des Altarraums (vom Hauptraum aus gesehen) steht eine niedrige, hölzerne, dunkel gebeizte Kanzel.
- Das Kirchengestühl besteht aus einer Doppelreihe dunkler Bänke mit geschnitzten Wangen, in der Mitte zwischen den Bankreihen verläuft ein Gang. Unter der Nordempore sind weitere Sitzgelegenheiten eingebaut, die wohl die früheren Patronatslogen darstellen.[4]
- Das Tonnengewölbe der Decke besteht aus dunklen Hölzern.
- Die spitzbogigen Kirchenfenster reichen von etwa drei Meter über dem Boden bis kurz unter die Decke und sind in Dreiergruppen angeordnet; über dem mittleren Fensterteil befinden sich Okuli mit bunten kreisförmigen Mustern. Von außen sind an den steinernen Fensterrahmen kleine Jugendstilmotive eingearbeitet. Die Fenster im unteren Sitzbereich sind ebenfalls dreigeteilt, aber mit nichtfarbigem Glas versehen.
- Ein halbrundes Farbfenster erhielt im Zusammenhang mit der Namensgebung eine Lutherrose mit zugehörigem Bibelspruch: „Der Herr segne deinen Ausgang und Eingang“.[4]

## Orgel
Auf der Empore steht eine Orgel, die auf das erste Instrument zurückgeht, das allerdings mehrfach verändert wurde. Anlässlich der Kircheneinweihung wurde 1899 eine pneumatisch betriebene Orgel aus der Werkstatt von Georg Emil Müller in Werdau installiert. Sie wurde 1922 als Opus 157 umgebaut in eine pneumatische Taschenladen-Orgel mit 1137 Pfeifen, angesteuert von einem fest eingebauten Spieltisch. Nach dem Krieg wurde 1950 die Orgeldisposition geändert. Schließlich konnte die Gemeinde das Instrument zwischen 1998 und 2001 vom Großolbersdorfer Orgelbaumeister Georg Wünning restaurieren lassen.
Heute verfügt die Orgel über 17 Register auf zwei Manualen und Pedal mit folgender Disposition:
| I Hauptwerk C–g3 |     |
| Pommer           | 16′ |
| Principal        | 08′ |
| Quintade         | 08′ |
| Oktave           | 04′ |
| Oktave           | 02′ |
| Mixtur III       |     |
| Trompete         | 08′ |

| II Schwellwerk C–g3 |        |
| Gedackt             | 08′    |
| Rohrflöte           | 04′    |
| Nassat              | 02 ⁄3′ |
| Principal           | 02′    |
| Sifflöte            | 01′    |
| Cymbel III          |        |

| Pedal C–f1     |     |
| Pommer         | 16′ |
| Subbass        | 16′ |
| Principal-Bass | 08′ |
| Choral-Bass    | 04′ |

- Koppeln: II/I, Unteroktav-Koppel II/I, Oberoktav-Koppel II/II, I/P, II/P
- Spielhilfen: Schwelltritt II

## Glocken

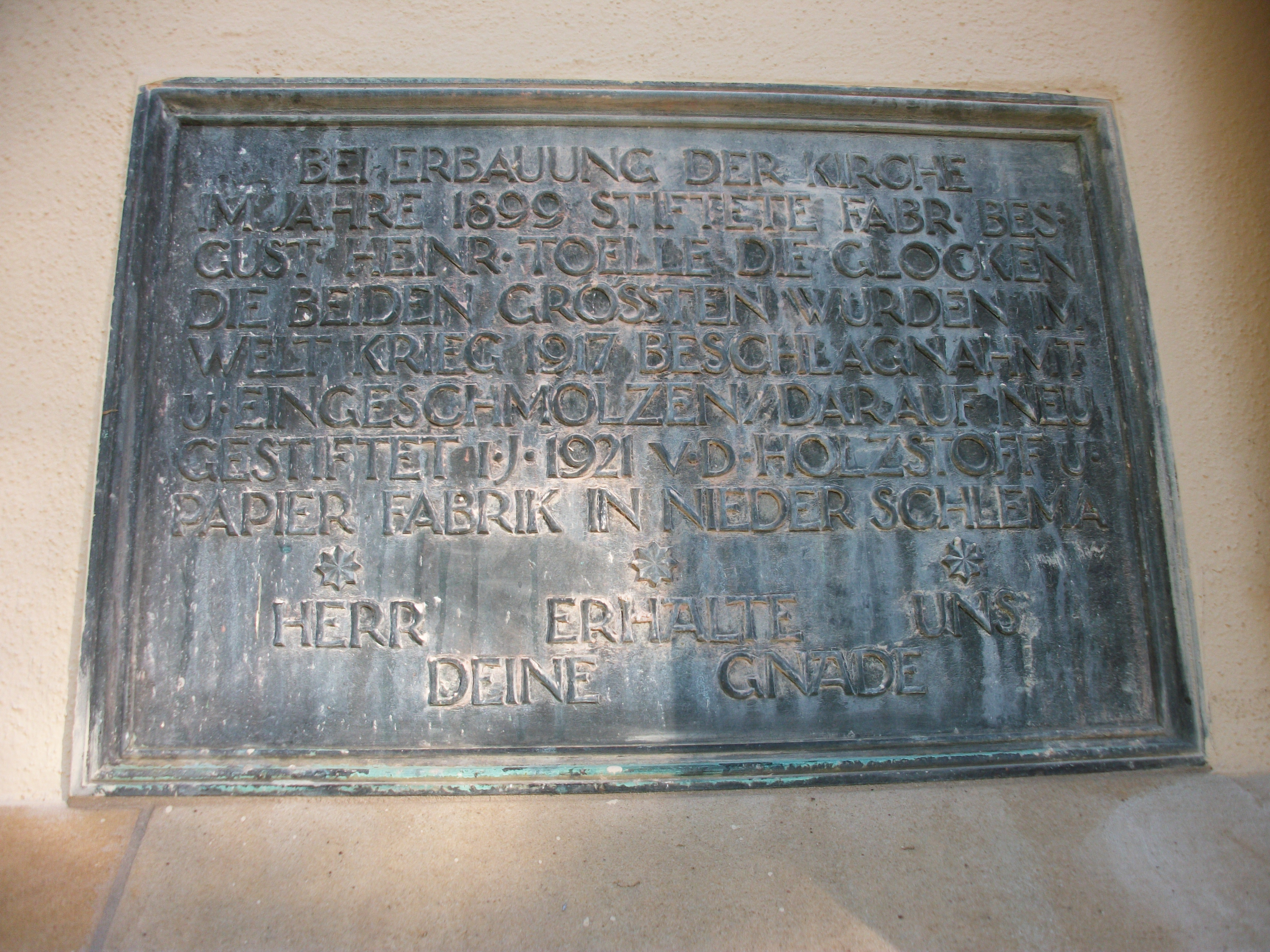
Stiftungstafel zum Geläut

Im Kirchturm hängt ein dreistimmiges Geläut aus zwei eisernen Glocken und einer Bronzeglocke. Von den ursprünglichen Bronzeglocken, vom Glockengießer Bierling in Dresden angefertigt, mussten die beiden größten während des Ersten Weltkriegs 1917 für die sogenannte Metallspende des deutschen Volkes abgeliefert werden. Die 1921 neu gegossenen Bronzeglocken gehen auf eine Stiftung der Papierfabrik Niederschlema zurück, sie mussten im Zweiten Weltkrieg wiederum für Rüstungszwecke abgegeben werden.
Die Kirchengemeinde konnte erst 1949 zwei neue Glocken in Auftrag geben, die diesmal aus Eisenhartguss entstanden. Die kleine Bronzeglocke, die einen mittelhohen Ton erzeugt, wurde nach gründlicher Säuberung weiter verwendet und die anderen Glockentöne sind auf sie abgestimmt.
| Glocke               | Gewicht | Schlagton | Inschrift                                           |
| -------------------- | ------- | --------- | --------------------------------------------------- |
| Große Glocke         |         |           | „O Land, höre des Herrn Wort“ (Jeremia 22,29 )      |
| Mittlere Glocke      |         |           | „Suchet den Herrn, so werdet ihr leben“ (Amos 5,6 ) |
| Kleine Glocke Bronze |         |           | „Lasset die Kindlein zu mir kommen“ (Mt 19,14 )     |

## Seelsorge

### Pfarrer/Pastoren (Auswahl)

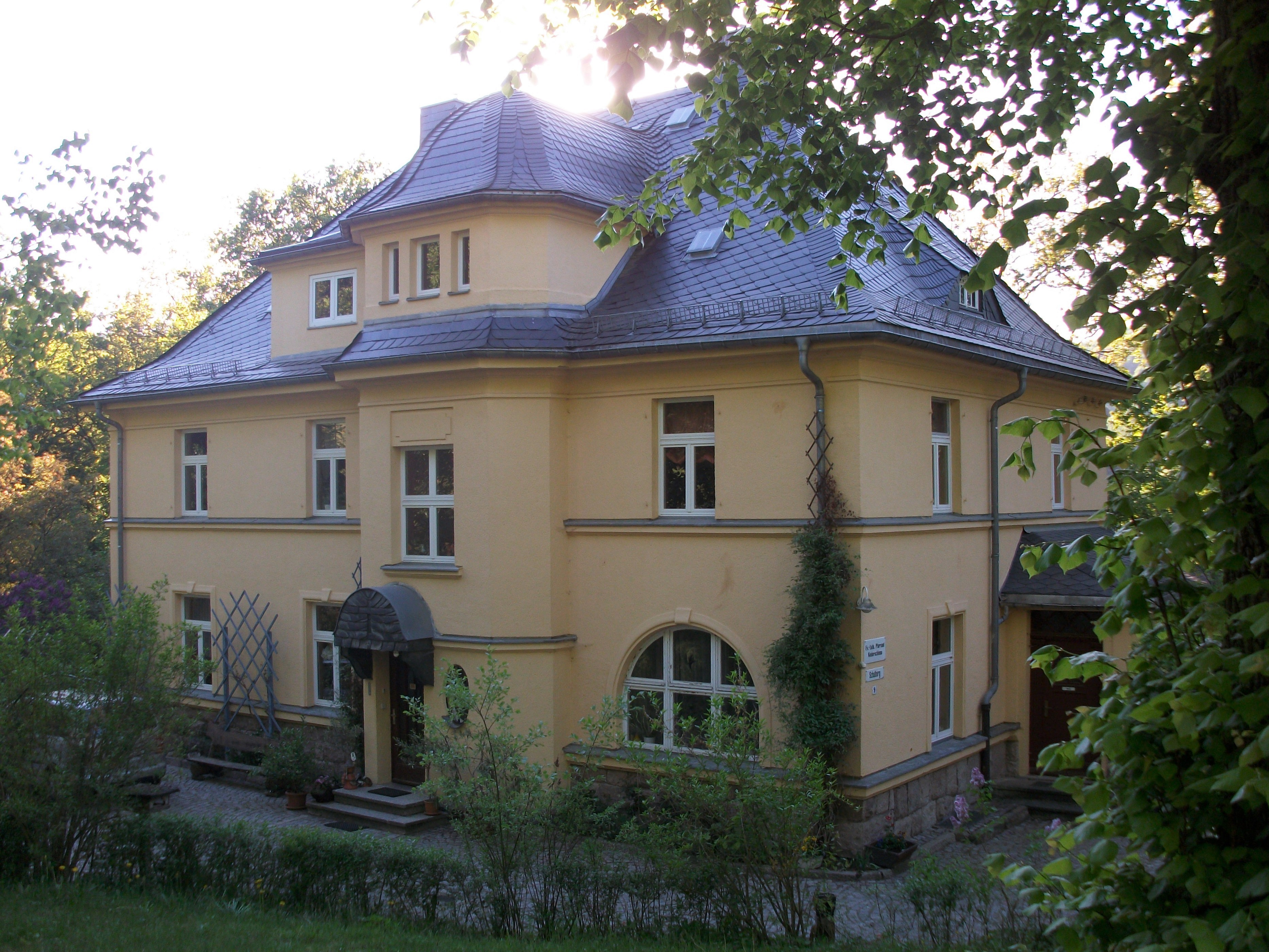
Pfarrhaus nahe an der Kirche

- 1999–2020: Ulrich Kauk; Pfarrstelle Niederschlema mit Schwesterkirche Oberschlema, ab 1. Januar 2006 Pfarrstelle der (neuen) Kirchgemeinde Bad Schlema–Wildbach[9]
- seit März 2021: Dominique Meichsner (Pastorin)[10]

### Kirchenkreise und Veranstaltungen (Auswahl)
Die gesamte evangelische Kirchengemeinde aller drei Kirchen von Bad Schlema-Wildbach umfasst im Jahr 2021 knapp 1000 Mitglieder.
- An der Auferstehungskirche wird für die Kirchgemeinde regelmäßig ein Ostergarten organisiert.[12]
- Christmetten finden ebenfalls regelmäßig in allen drei Kirchen statt.
- Im Kirchenbezirk ist eine Junge Gemeinde tätig.[13]
- Die Seniorenkreise können während der Zeit der Coronapandemie nicht stattfinden.

## In der Umgebung
Nahe an der Kirche steht das Pfarrhaus. Beide Bauwerke werden vom kleinen Friedhof und einer Parkanlage umgeben. Eine inzwischen restaurierte Friedhofskapelle gehört auch zum Denkmalkomplex. Auf dem Friedhof sind einige bedeutende Grabmale erhalten, unter anderem das Wandgrabmal Kenzler aus dem Jahr 1909, gestaltet vom Architekten Fritz Schumacher.